# Élections législatives de 1988 dans le Var
Les élections législatives françaises de 1988  se déroulent les 5 et 12 juin 1988. Dans le département du Var, sept députés sont à élire dans le cadre de sept circonscriptions.

## Élus
| Circonscription | Député sortant        | Parti                 | Parti                 | Député élu ou réélu | Parti | Parti    |
| --------------- | --------------------- | --------------------- | --------------------- | ------------------- | ----- | -------- |
| 1re             | Scrutin proportionnel | Scrutin proportionnel | Scrutin proportionnel | Daniel Colin        |       | UDF (PR) |
| 2e              | Scrutin proportionnel | Scrutin proportionnel | Scrutin proportionnel | Louis Colombani     |       | UDF (PR) |
| 3e              | Scrutin proportionnel | Scrutin proportionnel | Scrutin proportionnel | Yann Piat           |       | FN       |
| 4e              | Scrutin proportionnel | Scrutin proportionnel | Scrutin proportionnel | Jean-Michel Couve   |       | RPR      |
| 5e              | Scrutin proportionnel | Scrutin proportionnel | Scrutin proportionnel | François Léotard    |       | UDF (PR) |
| 6e              | Scrutin proportionnel | Scrutin proportionnel | Scrutin proportionnel | Hubert Falco        |       | UDF (PR) |
| 7e              | Scrutin proportionnel | Scrutin proportionnel | Scrutin proportionnel | Arthur Paecht       |       | UDF (PR) |

## Positionnement des partis
L'UDF et le RPR se présentent unis sous l'étiquette « Union du Rassemblement et du Centre » tandis que les candidats du Parti socialiste se rangent sous la bannière de la « Majorité présidentielle pour la France unie », slogan de la campagne présidentielle de François Mitterrand.

## Résultats

### Résultats à l'échelle du département
| Parti          | Parti                                       | Premier tour | Premier tour | Second tour | Second tour | Sièges |
| Parti          | Parti                                       | Voix         | %            | Voix        | %           | Sièges |
| -------------- | ------------------------------------------- | ------------ | ------------ | ----------- | ----------- | ------ |
|                | Union pour la démocratie française          | 91 365       | 26,12        | 143 377     | 37,73       | 5      |
|                | Rassemblement pour la République            | 23 442       | 6,70         | 35 329      | 9,30        | 1      |
|                | Divers droite                               | 21 223       | 6,07         | Retrait     | Retrait     | 0      |
|                | Centre national des indépendants et paysans | 637          | 0,18         |             |             | 0      |
|                | Union du Rassemblement et du Centre         | 136 667      | 39,07        | 178 706     | 47,03       | 6      |
|                |                                             |              |              |             |             |        |
|                | Parti socialiste                            | 101 293      | 28,96        | 162 802     | 42,84       | 0      |
|                | La France unie                              | 101 293      | 28,96        | 162 802     | 42,84       | 0      |
|                |                                             |              |              |             |             |        |
|                | Front national                              | 73 315       | 20,96        | 38 481      | 10,13       | 1      |
|                | Parti communiste français                   | 38 118       | 10,90        |             |             | 0      |
|                | Extrême gauche                              | 224          | 0,06         | 0           |             |        |
|                | Extrême droite                              | 184          | 0,05         | 0           |             |        |
|                |                                             |              |              |             |             |        |
| Inscrits       | Inscrits                                    | 543 964      | 100,00       | 543 872     | 100,00      | 7      |
| Abstentions    | Abstentions                                 | 186 581      | 34,3         | 153 210     | 28,17       |        |
| Votants        | Votants                                     | 357 383      | 65,7         | 390 662     | 71,83       |        |
| Blancs et nuls | Blancs et nuls                              | 7 582        | 2,12         | 10 673      | 2,73        |        |
| Exprimés       | Exprimés                                    | 349 801      | 97,88        | 379 989     | 97,27       |        |

### Résultats par circonscription

#### Première circonscription (Toulon-Centre)
| Candidat       | Candidat                   | Parti                      | Premier tour | Premier tour | Second tour | Second tour |  |
| Candidat       | Candidat                   | Parti                      | Voix         | %            | Voix        | %           |  |
| -------------- | -------------------------- | -------------------------- | ------------ | ------------ | ----------- | ----------- |  |
|                | Daniel Colin sortant réélu | UDF (PR) (URC)             | 14 166       | 42,76        | 23 164      | 62,41       |  |
|                | Alain Rivas                | FN                         | 7 810        | 23,58        | Retrait     | Retrait     |  |
|                | Odette Casanova            | PS                         | 7 782        | 23,49        | 13 952      | 37,59       |  |
|                | Rolland Martinez           | PCF                        | 2 509        | 7,57         |             |             |  |
|                | Jacques Croidieu           | CNIP                       | 637          | 1,92         |             |             |  |
|                | Jean-Charles Albert        | Extrême gauche             | 224          | 0,68         |             |             |  |
|                | Daniel Roure               | Divers gauche (Maj. prés.) | 0            | 0            |             |             |  |
|                |                            |                            |              |              |             |             |  |
| Inscrits       | Inscrits                   | Inscrits                   | 57 822       | 100,00       | 57 822      | 100,00      |  |
| Abstentions    | Abstentions                | Abstentions                | 22 588       | 39,06        | 19 755      | 34,17       |  |
| Votants        | Votants                    | Votants                    | 35 234       | 60,94        | 38 067      | 65,83       |  |
| Blancs et nuls | Blancs et nuls             | Blancs et nuls             | 2 106        | 5,98         | 951         | 2,5         |  |
| Exprimés       | Exprimés                   | Exprimés                   | 33 128       | 94,02        | 37 116      | 97,5        |  |

#### Deuxième circonscription (Toulon-Nord)
| Candidat       | Candidat              | Parti          | Premier tour | Premier tour | Second tour | Second tour |  |
| Candidat       | Candidat              | Parti          | Voix         | %            | Voix        | %           |  |
| -------------- | --------------------- | -------------- | ------------ | ------------ | ----------- | ----------- |  |
|                | Louis Colombani élu   | UDF (PR) (URC) | 12 000       | 34,07        | 21 017      | 55,71       |  |
|                | Robert Gaïa           | PS             | 10 272       | 29,16        | 16 711      | 44,29       |  |
|                | Jean-Louis Bouguereau | FN             | 8 757        | 24,86        |             |             |  |
|                | Danielle de March     | PCF            | 4 194        | 11,91        |             |             |  |
|                |                       |                |              |              |             |             |  |
| Inscrits       | Inscrits              | Inscrits       | 57 831       | 100,00       | 57 831      | 100,00      |  |
| Abstentions    | Abstentions           | Abstentions    | 22 032       | 38,1         | 19 021      | 32,89       |  |
| Votants        | Votants               | Votants        | 35 799       | 61,9         | 38 810      | 67,11       |  |
| Blancs et nuls | Blancs et nuls        | Blancs et nuls | 576          | 1,61         | 1 082       | 2,79        |  |
| Exprimés       | Exprimés              | Exprimés       | 35 223       | 98,39        | 37 728      | 97,21       |  |

#### Troisième circonscription (Hyères)
| Candidat       | Candidat                  | Parti                      | Premier tour | Premier tour | Second tour | Second tour |  |
| Candidat       | Candidat                  | Parti                      | Voix         | %            | Voix        | %           |  |
| -------------- | ------------------------- | -------------------------- | ------------ | ------------ | ----------- | ----------- |  |
|                | Gaston Biancotto          | PS                         | 15 807       | 29,48        | 26 608      | 46,28       |  |
|                | Yann Piat sortante réélue | FN                         | 12 475       | 23,26        | 30 882      | 53,72       |  |
|                | Léopold Ritondale         | Divers droite (URC)        | 11 830       | 22,06        | Retrait     | Retrait     |  |
|                | Joseph Sercia             | Divers droite              | 8 604        | 16,05        |             |             |  |
|                | Serge Nanni               | PCF                        | 4 722        | 8,81         |             |             |  |
|                | Francis-Paul Bonnet       | PFN                        | 184          | 0,34         |             |             |  |
|                | Thierry Dusigne           | Divers gauche (Maj. prés.) | 0            | 0            |             |             |  |
|                |                           |                            |              |              |             |             |  |
| Inscrits       | Inscrits                  | Inscrits                   | 82 832       | 100,00       | 82 829      | 100,00      |  |
| Abstentions    | Abstentions               | Abstentions                | 28 071       | 33,89        | 22 676      | 27,38       |  |
| Votants        | Votants                   | Votants                    | 54 761       | 66,11        | 60 153      | 72,62       |  |
| Blancs et nuls | Blancs et nuls            | Blancs et nuls             | 1 139        | 2,08         | 2 663       | 4,43        |  |
| Exprimés       | Exprimés                  | Exprimés                   | 53 622       | 97,92        | 57 490      | 95,57       |  |

#### Quatrième circonscription (Draguignan)
| Candidat       | Candidat                        | Parti          | Premier tour | Premier tour | Second tour | Second tour |  |
| Candidat       | Candidat                        | Parti          | Voix         | %            | Voix        | %           |  |
| -------------- | ------------------------------- | -------------- | ------------ | ------------ | ----------- | ----------- |  |
|                | Jean-Michel Couve sortant réélu | RPR (URC)      | 23 442       | 41,55        | 35 329      | 57,53       |  |
|                | Barthélemy Mariani              | PS             | 17 562       | 31,13        | 26 079      | 42,47       |  |
|                | Fernand Libourel                | FN             | 10 324       | 18,3         |             |             |  |
|                | Jean-Pierre Nardini             | PCF            | 5 087        | 9,02         |             |             |  |
|                |                                 |                |              |              |             |             |  |
| Inscrits       | Inscrits                        | Inscrits       | 84 352       | 100,00       | 84 326      | 100,00      |  |
| Abstentions    | Abstentions                     | Abstentions    | 26 762       | 31,73        | 21 264      | 25,22       |  |
| Votants        | Votants                         | Votants        | 57 590       | 68,27        | 63 062      | 74,78       |  |
| Blancs et nuls | Blancs et nuls                  | Blancs et nuls | 1 175        | 2,04         | 1 654       | 2,62        |  |
| Exprimés       | Exprimés                        | Exprimés       | 56 415       | 97,96        | 61 408      | 97,38       |  |

#### Cinquième circonscription (Fréjus)
| Candidat       | Candidat                       | Parti          | Premier tour | Premier tour | Second tour | Second tour |  |
| Candidat       | Candidat                       | Parti          | Voix         | %            | Voix        | %           |  |
| -------------- | ------------------------------ | -------------- | ------------ | ------------ | ----------- | ----------- |  |
|                | François Léotard sortant réélu | UDF (PR) (URC) | 21 825       | 45,9         | 27 080      | 52          |  |
|                | Pierre-Yves Collombat          | PS             | 12 323       | 25,92        | 17 398      | 33,41       |  |
|                | Jean-Marie Le Chevallier       | FN             | 9 823        | 20,66        | 7 599       | 14,59       |  |
|                | Bernard Barbagelata            | PCF            | 2 786        | 5,86         |             |             |  |
|                | Henri Charrier                 | Divers droite  | 789          | 1,66         |             |             |  |
|                |                                |                |              |              |             |             |  |
| Inscrits       | Inscrits                       | Inscrits       | 72 673       | 100,00       | 72 634      | 100,00      |  |
| Abstentions    | Abstentions                    | Abstentions    | 24 454       | 33,65        | 19 864      | 27,35       |  |
| Votants        | Votants                        | Votants        | 48 219       | 66,35        | 52 770      | 72,65       |  |
| Blancs et nuls | Blancs et nuls                 | Blancs et nuls | 673          | 1,4          | 693         | 1,31        |  |
| Exprimés       | Exprimés                       | Exprimés       | 47 546       | 98,6         | 52 077      | 98,69       |  |

#### Sixième circonscription (Brignoles)
| Candidat       | Candidat                | Parti          | Premier tour | Premier tour | Second tour | Second tour |  |
| Candidat       | Candidat                | Parti          | Voix         | %            | Voix        | %           |  |
| -------------- | ----------------------- | -------------- | ------------ | ------------ | ----------- | ----------- |  |
|                | Maurice Janetti sortant | PS             | 23 198       | 33,95        | 35 886      | 48,24       |  |
|                | Hubert Falco élu        | UDF (PR) (URC) | 23 036       | 33,71        | 38 497      | 51,76       |  |
|                | Yves Rigord             | FN             | 12 833       | 18,78        | Retrait     | Retrait     |  |
|                | Guy Guigou              | PCF            | 9 262        | 13,56        |             |             |  |
|                |                         |                |              |              |             |             |  |
| Inscrits       | Inscrits                | Inscrits       | 99 057       | 100,00       | 99 045      | 100,00      |  |
| Abstentions    | Abstentions             | Abstentions    | 29 640       | 29,92        | 22 703      | 22,92       |  |
| Votants        | Votants                 | Votants        | 69 417       | 70,08        | 76 342      | 77,08       |  |
| Blancs et nuls | Blancs et nuls          | Blancs et nuls | 1 088        | 1,57         | 1 959       | 2,57        |  |
| Exprimés       | Exprimés                | Exprimés       | 68 329       | 98,43        | 74 383      | 97,43       |  |

#### Septième circonscription (La Seyne-sur-Mer)
| Candidat       | Candidat                    | Parti          | Premier tour | Premier tour | Second tour | Second tour |  |
| Candidat       | Candidat                    | Parti          | Voix         | %            | Voix        | %           |  |
| -------------- | --------------------------- | -------------- | ------------ | ------------ | ----------- | ----------- |  |
|                | Arthur Paecht sortant réélu | UDF (PR) (URC) | 20 338       | 36,62        | 33 619      | 56,23       |  |
|                | Guy Durbec                  | PS             | 14 349       | 25,84        | 26 168      | 43,77       |  |
|                | Michel Fahy                 | FN             | 11 293       | 20,33        | Retrait     | Retrait     |  |
|                | Maurice Paul                | PCF            | 9 558        | 17,21        |             |             |  |
|                |                             |                |              |              |             |             |  |
| Inscrits       | Inscrits                    | Inscrits       | 89 397       | 100,00       | 89 385      | 100,00      |  |
| Abstentions    | Abstentions                 | Abstentions    | 33 034       | 36,95        | 27 927      | 31,24       |  |
| Votants        | Votants                     | Votants        | 56 363       | 63,05        | 61 458      | 68,76       |  |
| Blancs et nuls | Blancs et nuls              | Blancs et nuls | 825          | 1,46         | 1 671       | 2,72        |  |
| Exprimés       | Exprimés                    | Exprimés       | 55 538       | 98,54        | 59 787      | 97,28       |  |